# Træk fra dansk Landbrug
|  | Denne artikel er oprettet af botten Steenthbot ud fra en ekstern database. Den kan derfor have sproglige fejl eller mangler. Denne skabelon kan fjernes efter kontrol af indholdet. |

Træk fra dansk Landbrug er en dansk dokumentarfilm fra 1938.

## Handling
Dansk landbrug er og har til alle tider været Danmarks største erhverv. Forårsarbejdet begynder med, at jorden gødes. Så lægges der forspirede kartofler. Sommeren igennem skal afgrøderne passes. Der hyppes kartofler, hø og roer køres ind. Kvæget går ude og lever af græs og kløver, men skal have tilskudsfoder i form af oliekager. Køerne håndmalkes på marken. Mælken hældes på junger og køres til andelsmejeriet. Produktionen af god bacon hænger sammen med de bedste fodermidler. Også fjerkræ er en stor eksportvare. Fabrikation af plove. Fabrikation af superfosfat på havnen i Kalundborg. Fabrikation af gødningsspredere og radrensere. Ca. halvdelen af Danmarks agerjord anvendes til kornproduktion. Der avles årligt ca. 11 mio. hektokilo kartofler. Den årlige dyrkning af sukkerroer bliver til 235 mio. kg sukker, som produceres på landets ni sukkerfabrikker. Den samlede danske eksport af landbrugsvarer i 1937 beløber sig til 1093 mio. kroner. Det samlede eksportoverskud er på 848 mio. kroner.